# Alternativa investeringar
Alternativa investeringar är en samlingsbenämning på finansiella investeringar som skiljer sig från traditionella investeringar, som framför allt utgörs av aktier, obligationer och fastigheter. Begreppet är inte helt väldefinierat, men har inkluderat värdeföremål som ädelmetaller, konst, antikviteter, mynt, frimärken och vin, och immateriella eller finansiella tillgångar som råvarukontrakt, hedgefonder, private equity (onoterade bolag), venturekapital, utsläppsrätter, filmproduktioner och derivatinstrument.
Alternativa investeringar är avsedda som ett sätt att minska den totala risken i en finansiell portfölj genom diversifiering. Detta bygger på en låg korrelation mellan värdet på en alternativ investering och utvecklingen på de traditionella finansiella marknaderna. Å andra sidan är ofta de alternativa investeringarna svårare att värdera, och i vissa fall är deras likviditet låg.